# Tredje Ur-dynastin

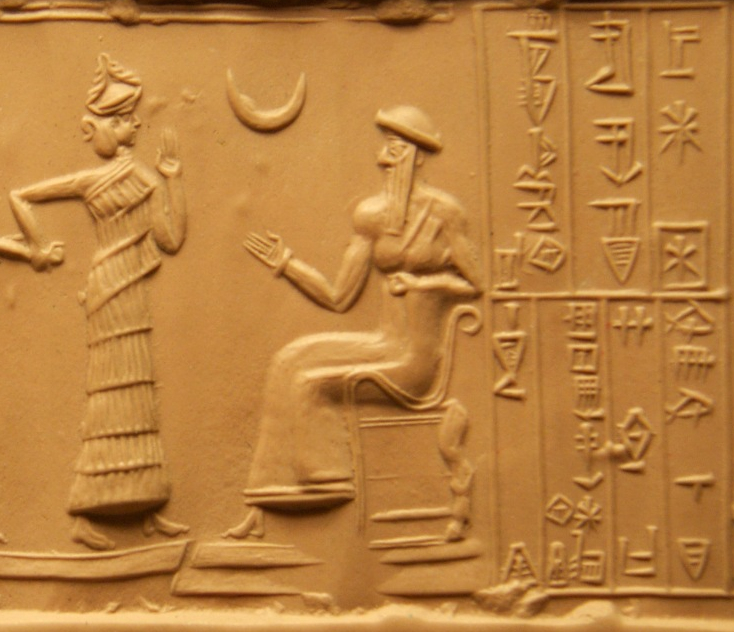
Bild föreställande Ur-Nammu, grundare av den tredje dynastin.

Karta över Ur III och dess inflytelsesfär.

Tredje Ur-dynastin kallas den period i Mesopotamiens historia då sumererna och sumeriskan manifesterade sig för sista gången i historien. 
Perioden påbörjades cirka 2100 f.Kr. under ledning av kungen Ur-Nammu i Ur. Sumererna byggde upp en starkt centraliserad stat, vilken omfattade hela södra Mesopotamien och stora delar av det assyriska området i norra Mesopotamien. De första kungarna inom Ur-dynastin hade sumeriska namn, därefter i ökande grad akkadiska namn. Riket under dynastin kallas vanligen för det ny-sumeriska riket.
Storhetstiden fick ett slut efter drygt 100 år när elamiter från dagens Iran och amoriter från nordväst invaderade Sumer.

## Historia
Det Ny-sumeriska riket fick sin start efter ett egentligen okänt antal år från att Akkadiska riket kollapsat. Tiden mellan Shar-Kali-Sharri av Akkad och Ur-nammu av Ur är dåligt dokumenterad. Av källor går att utläsa att Akkadiska riket slutligen föll till Gutiska stammar och dessa erövrade även delar av Sumer under det maktvakuum som då uppstod. Gutierna kontrollerade Sumer och forna Akkad i 124 eller 25 år beroende på vilken kungalista som används. Gutierna var ett nomadfolk som inte hade egen skrift och saknade kunskap inom jordbruk och stadsplanering vilket ledde till svält och höga sädespriser. Den siste Gutiske konungen Tirigian drevs ut av Utu-hengal som genom uppror gjort sig till kung av Uruk. Utu-hengals seger över Tirigian anses som starten för den Sumeriska renässansen. Utu-hengal dog efter 7 år på tronen i en dammolycka och Ur-nammu (tidigare en general under Utu-hengal) grep då makten. Ur-nammus väg till makten är okänd men han verkar ha besegrat "härskarna i Uruk", vilka dessa var är okänt. Ur-nammu skall även ha erövrat stadsstaten Lagash då han själv dräpte Lagashs konung under ett slag. Efter det titulerade sig Ur-nammu som kung av Sumer och Agade.
Ur-nammu stupade slutligen själv i strid under ett misslyckat försök att invadera Gutium och efterträddes av Shulgi. Shulgi verkar vara den förste ny-sumeriske konungen som expanderade riket utanför det ursprungliga Sumers gränser. Till exempel erövrade han stadsstaten Susa och införlivade staden i sitt rike. 
Amar-sin efterträdde Shulgi och verkar ha lett kampanjer mot Urbilum samt flera andra stadsstater som vi vet väldigt lite om, dessa var Shashrum, Shurudhum, Bitum-Rabium, Jabru och Huhnuri. Amar-sin skall även lett en kampanj mot Elam vilket slutade i att delar av riket erövrandes, han skall även ha krossat ett uppror i Assur. Under hans tid som kung kom det ny-sumeriska riket att sträcka sig till Lullubi och Hamazistammarnas territorier i norra Zargosbergen. Det är oklart hur Amar-sin dog, men enligt Babyloniska krönikor skall han ha blivit stungen eller biten av något i foten, möjligen en skorpion.
Amar-sin efterträddes av sin bror Shu-sin. När Shu-sin tog över sträckte sig det Ny-sumeriska riket från södra Anatolien till Persiska gulfen. Shu-sin är mest känd för att ha byggt en mur mellan floderna Eufrat och Tigris, detta då Amoriterna i början av Shu-sins styre genomförde ett lyckat uppror. Muren syftade till att förhindra Amoritiska attacker och tyder på att det Ny-sumeriska riket  under Shu-sin förlorade sina norra provinser. 
Shu-sin efterträddes av sin son Ibbi-sin. Ibbi-sin kom att bli den siste konungen i Urs tredje dynasti. Ibbi-sin var tvungen att slå tillbaka flera amoritiska anfall mot riket då den mur hans far byggt visade sig otillräcklig för att hålla dem ute. Han gjorde även ett försök att invadera Elam men misslyckades. Senare under hans tid på tronen allierade sig Elam med stadsstaten Susa som åter befriat sig från det ny-sumeriska riket och tillsammans lyckades de invadera själva Sumer. Elam och Susa plundrade Ur och tog Ibbi-sin till fånga. I och med detta tog Urs tredje dynasti slut och Sumer ockuperades av Elam i cirka 21 år innan Elamiterna slutligen drevs ut av Amoritiska stammar. Dessa stammar integrerade sig efter en viss tid i den Sumeriska kulturen och kom att bli konungar över de sumeriska stadsstaterna. Särskilt framgångsrik skulle staten Babylon bli.
Ibbi-sins tillfångatagande markerade det absoluta slutet för sumerisk makt. Folket förblev kvar i området men ett sumeriskt rike lett av sumerer skulle aldrig mer återuppstå trots ett försök av Rim-sin av Larsa.